# Juan Martagón
Juan Martagón Romero (Sevilla, 22 de octubre de 1967) es un exfutbolista español. Jugaba de defensa central. Formado en las categorías inferiores del Sevilla FC, equipo en el que desarrollaría prácticamente toda su carrera deportiva, a excepción de las últimas temporadas, en las que jugaría en el Hércules CF y el Granada CF.

## Trayectoria
- Cantera Sevilla FC
- 1988-97 Sevilla FC
- 1997-98 Hércules CF
- 1998-99 Granada CF